# Liga Națională a Suediei
Liga Națională a Suediei (Sveriges Nationella Förbund, SNF) a fost o organizație politică a extremei drepte radicale din Suedia, care a fost fondată în 1915. Organizația, care era inițial aripa de tineret a Partidului Dreptei, a evoluat din ce în ce mai mult într-o direcție pronazistă direcție și a cooperat periodic cu grupările național-socialiste. SNF a publicat, de asemenea, ziarul progerman Dagposten, care a fost continuat după 1950 de către un săptămânal politic intitulat Fria Ord.
SNF a fost reprezentat – prin dezertarea din Partidul Dreptei – de trei membri în camera inferioară a Parlamentului Suediei în perioada 1934-1936, aceasta fiind singura dată când o facțiune politică pronazistă a avut reprezentare în Parlamentul suedez. După cel de-al Doilea Război Mondial, SNF a încetat de facto să mai funcționeze ca partid politic și a adoptat mai degrabă forma unei asociații. În anul 1973 SNF s-a transformat oficial din partid într-o asociație ideologică.

## Ideologie
În sărbătoarea Rusaliilor din 1938 SNF a adoptat un program politic prin care au numit partidul corporatist, neosuedez, radical, naționalist și socialist. Prezența elementelor xenofobe și antisemite erau frapante: într-un articol publicat pe 4 martie 1939 în Nationell Tidning scria că „în spatele frazelor populare galben-albastre murmură internaționalismul evreiesc”. Scopul politicii rasiste a SNF era, în opinia sa, protejarea poporului suedez contra elementelor rasiale inferioare. O altă solicitare a SNF în perioada interbelică a fost retragerea Suediei din Liga Națiunilor. 
Printre observatori externi, există opinii diferite cu privire la modul în care ar trebui considerat SNF. Jurnaliștii Lodenius și Larsson, spune că SNF „nu (...) a fost un partid nazist tradițional”, dar avea totuși o ideologie pronazistă și antisemită. Istoricul Lena Berggren consideră că SNF ar trebui să fie desemnat ca radical-conservator, în timp ce cercetătorul istoriei fascismului Roger Griffin îl consideră un grup șovin.

## Președinții partidului
- 1915-1916: Karl Hildebrand
- 1916-1917: Johannes Kolmodin
- 1917-1919: S.O. Wijkman
- 1919-1920: Mårten Liander
- 1920-1922: Erik Fahlbeck
- 1922-1923: Teodor Holmberg
- 1923-1927: Sven A. Lovén
- 1927-1931: Arne Forssell
- 1931-1932: Ivar Anderson, președinte interimar
- 1932-1940: Elmo Lindholm
- 1940: Sven-Erik Sandström, prim-vicepreședinte Per Engdahl, al doilea vicepreședinte A. Carlsson
- 1941: Sven-Erik Sandström, prim-vicepreședinte Rütger Essén, al doilea vicepreședinte A. Carlsson
- 1941-1972: Rütger Essén
- 1972-1977: Werner Öhrn
- 1978-1980: Åke Lindsten
- 1980-1982: Per Engdahl
- 1982-1993: Åke Lindsten, Ulf Hamacher, Lars-Göran Hedengård (conducere în condiții neclare)
- 1993-1996: Lennart Nyberg[5]